# Liste der Naturdenkmale in Mettlach
Die Liste der Naturdenkmale in Mettlach nennt die auf dem Gebiet der Gemeinde Mettlach im Landkreis Merzig-Wadern im Saarland gelegenen Naturdenkmale.

## Naturdenkmale
| Bild                          | Bezeichnung                                                                                        | Ort                                                    | Beschreibung | Art | Nr. |
| ----------------------------- | -------------------------------------------------------------------------------------------------- | ------------------------------------------------------ | --- | --- | --- |
| mehr Fotos \| Fotos hochladen | 6 Alteichen (davon 2 Zwillingseichen)                                                              | Mettlach St. Gangolf 49° 29′ 5,5″ N, 6° 35′ 9,5″ O)    | 1 Eiche entlang des Weges von Besseringen zum Kloster St. Gangolf (vor dem Eingang zum Hofgut) sowie 5 entlang eines vom Marienbildstock nach Südosten abzweigenden Waldweges |     | 45  |
| BW                            | Eiche                                                                                              | Mettlach 49° 29′ 14,8″ N, 6° 34′ 31,2″ O)              | links am Weg von Montclair nach St. Gangolf |     | 46  |
| BW                            | Wendelseiche                                                                                       | Mettlach Saarhölzbach 49° 31′ 11″ N, 6° 37′ 33″ O)     | am Weg von Saarhölzbach zum Krischelwald beim Höhenpunkt 360,5 |     | 47  |
| Fotos hochladen               | Rotfels                                                                                            | Mettlach Weiten 49° 30′ 33,5″ N, 6° 35′ 25,3″ O)       | Schnittpunkt des Kaiserweges mit der Hochspannungsleitung |     | 48  |
| Fotos hochladen               | Teufelsschornstein                                                                                 | Mettlach Weiten 49° 30′ 59,2″ N, 6° 35′ 58,4″ O)       | am Eisenkopf westlich von Saarhölzbach |     | 49  |
| Fotos hochladen               | Orkels-Felsen                                                                                      | Mettlach Orscholz 49° 30′ 8,1″ N, 6° 31′ 37,4″ O)      | am südöstlichen Ende von Orscholz, links der Straße zum Friedhof |     | 50  |
| Fotos hochladen               | Vogelfelsen                                                                                        | Mettlach Saarhölzbach 49° 31′ 24,2″ N, 6° 36′ 48,8″ O) | am Steilhang des südöstlichen Saarufers, südlich des Schwellenbachtales |     | 51  |
| BW                            | Rotbuche                                                                                           | Mettlach 49° 29′ 23,2″ N, 6° 35′ 36,9″ O)              | Milchweg, unmittelbar an der Straße zum oberen Teil des Friedhofes Mettlach (Süd)                                                                                             |     | 52  |
| BW                            | 2 Eichen; genannt „Die dicken Eichen“                                                              | Mettlach Tünsdorf 49° 28′ 50,1″ N, 6° 30′ 12,1″ O)     | Abt. 337a. Waldrand neben der Schutzhütte (Schäferhütte). Gefällt. |     | 53  |
| Fotos hochladen               | Krautfelsen                                                                                        | Mettlach Orscholz 49° 30′ 42,6″ N, 6° 31′ 1,9″ O)      | Abt. 143 |     | 54  |
| Fotos hochladen               | Eiche, genannt „Schöner Peter“ u. 2 Buchen                                                         | Mettlach Weiten 49° 30′ 28,6″ N, 6° 34′ 32,6″ O)       | Abt. 166 |     | 55  |
| mehr Fotos \| Fotos hochladen | Taunus-Quarzitmassiv „Katzenfelsen“                                                                | Mettlach Weiten 49° 30′ 56,3″ N, 6° 35′ 9,7″ O)        | am Rundweg im Staatsforst. Abt. 177/178 |     | 56  |
| BW                            | Alteichengruppe (35 Exp.)                                                                          | Mettlach 49° 29′ 49,9″ N, 6° 34′ 42,5″ O)              | gegenüber der neuen Kirche in Mettlach-Keuchingen |     | 57  |
| BW                            | Steile Felsvorsprünge (ca. 0,5 ha, ohne den dortigen Aufwuchs)                                     | Mettlach 49° 29′ 42,9″ N, 6° 34′ 12,6″ O)              | in der Keuchinger Schweiz im Saartal |     | 58  |
| BW                            | Alteichenallee (einreihig 74 Expl.)                                                                | Mettlach Saarhölzbach 49° 30′ 47,9″ N, 6° 37′ 1,2″ O)  | am Langenbergweg, Abt. 507 |     | 59  |
| Fotos hochladen               | Alteiche („Berthold-Schramm-Eiche“)                                                                | Mettlach Saarhölzbach 49° 31′ 30,1″ N, 6° 37′ 37,3″ O) | in der Weggabelung in der Nähe der Jagdhütte, Abt. 511/522 |     | 60  |
| BW                            | Herrgottstein                                                                                      | Mettlach Saarhölzbach 49° 30′ 10,8″ N, 6° 35′ 42,4″ O) | mächtiger in sich geteilter Sandsteinblock im Bereich der Höhe 290,6 |     | 61  |
| Fotos hochladen               | Bergahorn in Burg Montclair incl. der aufgehöhten, unversiegelten Umgebungsfläche v. 15,5 × 7,30 m | Mettlach 49° 29′ 45,4″ N, 6° 33′ 26,9″ O)              | Innenhof der Burg Montclair, Mettlach |     | 69  |